# Проклятие Артура
«Проклятие Артура» (фр. Arthur, malédiction) — французский фильм ужасов режиссёра Бартелеми Гроссманна, четвёртый фильм франшизы Люка Бессона «Артур и минипуты» и спин-офф оригинальной трилогии. Сюжет данной ленты разворачивается в реальном мире. Фильм рассказывает о подростке Алексе, который является большим поклонником саги Люка Бессона об Артуре и минипутах. Именно поэтому друзья приглашают его совершить путешествие в места, где проходили съёмки фильмов. Но подростки и не подозревают: то, что когда-то было детской мечтой, окажется настоящим кошмаром. В главных ролях: Матьё Бергер, Талия Бессон, Лола Андреони, Микаэль Халими и другие.
«Проклятие Артура» радикально отличается от фильмов трилогии Люка Бессона. Это первый фильм во франшизе, который во Франции получил возрастную категорию «запрещено для зрителей младше 12 лет». По сравнению с картинами Бессона, которые были нацелены на семейную аудиторию, спин-офф представляет собой хоррор-фильм с элементами метаповествования. Во Франции премьера фильма состоялась 29 июня 2022 года.

## Сюжет
Алекс — восемнадцатилетний молодой человек, который в детстве очень любил фильмы Люка Бессона о приключениях отважного Артура в стране минипутов. Зная это, друзья парня решаются сделать ему сюрприз — отправиться в путешествие в места съёмок трилогии. Однако попав в пункт назначения, подростки оказываются в смертельной ловушке.

## В ролях
| Актёр           | Роль     |
| --------------- | -------- |
| Матьё Бергер    | Алекс    |
| Талия Бессон    | Саманта  |
| Лола Андреони   | Матильда |
| Микаэль Халими  | Дуглас   |
| Ян Менди        | Жан      |
| Джейд Педри     | Рената   |
| Вадим Агид      | Максим   |
| Марсо Эберсоль  | Доминик  |
| Людовик Бертийо |          |

## Производство
Съёмки фильма тайно проходили в Нормандии летом 2020 года и длились 33 дня.

## Критика
| Оценки критиков    | Оценки критиков                                                                    |
| Источник           | Оценка                                                                             |
| ------------------ | ---------------------------------------------------------------------------------- |
| Le Parisien        | 3 из 5 звёзд · 3 из 5 звёзд · 3 из 5 звёзд · 3 из 5 звёзд · 3 из 5 звёзд           |
| Les Inrockuptibles | 2 из 5 звёзд · 2 из 5 звёзд · 2 из 5 звёзд · 2 из 5 звёзд · 2 из 5 звёзд           |
| Large Screen       | 1 из 5 звёзд · 1 из 5 звёзд · 1 из 5 звёзд · 1 из 5 звёзд · 1 из 5 звёзд           |
| Telerama           | 1 из 5 звёзд · 1 из 5 звёзд · 1 из 5 звёзд · 1 из 5 звёзд · 1 из 5 звёзд           |
| Allociné           | 1,8 из 5 звёзд · 1,8 из 5 звёзд · 1,8 из 5 звёзд · 1,8 из 5 звёзд · 1,8 из 5 звёзд |

Во Франции фильм получил 1,6 балла из 5 на сайте «Allociné», на основе пяти рецензий критиков.

## Споры
После выпуска фильма несколько студентов киношколы École de la Cité, основанной Бессоном, осудили то, что, по их утверждениям, было неуважительной практикой написания и съёмок. Бывший ученик школы Сите подробно рассказал о неприятностях, опасностях и злоупотреблениях, связанных с работой с Бессоном, которого они далее обвинили в том, что он воспользовался неопытностью своих учеников. В Twitter Артур Реде, молодой помощник режиссёра и выпускник школы Сите, не обвиняя Бессона прямо в плагиате, заметил, что «Проклятие Артура» имеет несколько сходств с короткометражным фильмом, который он снял в 2017 году по тому же сценарию с Шанной Бессон, одной из дочерей Люка Бессона, в главной роли.